# Trama
Una trama en literatura és la disposició interna d'una obra literària, amb especial referència a l'argument.
La teoria de la literatura distingeix quatre tipus bàsics de trama:
únicahi ha una coincidència entre la història narrada i la trama, els fets transcorren linealment
encadenadaes narren diversos episodis d'uns fets (se selecciona la informació). Un exemple serien les novel·les d'aventures, on s'expliquen les gestes dels herois però no el que passa entre elles
alternadael narrador segueix a dos o més protagonistes de la història o alterna informació de dos moments diferents en el temps
encastadadins una història general que actua com a marc, se succeeixen d'altres. Giovanni Boccaccio, amb el seu Decameró, n'és un dels màxims exponents